# Progomphus aberrans
Progomphus aberrans är en trollsländeart som beskrevs av Jean Belle 1973. Progomphus aberrans ingår i släktet Progomphus och familjen flodtrollsländor. Inga underarter finns listade i Catalogue of Life.